# Čaj Luan
Čaj Luan (čínsky pchin-jinem Zhái Luán, znaky zjednodušené 翟銮, tradiční 翟鑾, 1477–1546) byl čínský politik v říši Ming. Od druhé poloviny 20. let 16. století zaujímal vysoké pozice ve státní správě jako náměstek ministra obřadů a pak státní správy, v letech 1527–1544 s přestávkami působil jako velký sekretář.

## Jména
Čaj Luan používal zdvořilostní jméno Čung-ming (čínsky pchin-jinem Zǐshí, znaky zjednodušené 子实, tradiční 子實) a literární pseudonym Š’-men (čínsky pchin-jinem Shímén, znaky zjednodušené 石门, tradiční 石門). Za zásluhy o stát obdržel posmrtné jméno Wen-i (čínsky pchin-jinem Wényì, znaky 文懿).

## Život
Čaj Luan se narodil roku 1477 v Pekingu, jeho rodina pocházela z okresu Ču-čcheng v provincii Šan-tung, po několik generací byla registrována jako členové gardy ve vyšívaných uniformách. Vzdělával se v konfuciánském učení, přihlásil se k úřednickým zkouškám, roku 1498 složil provinční zkoušky a roku 1505 i zkoušky metropolitní a palácové a získal hodnost ťin-š’.
Po zkouškách byl přidělen do akademie Chan-lin na pozici bakaláře (šu-ťi-š’), roku 1506 povýšil na mladšího kompilátora (pien-siou). Byl přeložen na místo tajemníka na ministerstvu trestů, záhy se však vrátil do akademie. Po nástupu císaře Ťia-ťinga roku 1521 byl povýšen na post náměstka ministra obřadů. Patřil ke vzdělancům přednášejícím panovníkovi o konfuciánském učení, přitom si získal jeho důvěru a podporu. Přízeň císaře upevnil i využitím svého literárního talentu ke skládání poém u příležitostí příznivých znamení (která do Pekingu hlásili úředníci z celé země). Roku 1527 přeložen na ministerstvo státní správy také do funkce náměstka ministra. Téhož roku byl jmenován velkým sekretářem, čímž se stal jedním z nejbližších pomocníků císaře. Jako velký sekretář patřil mezi méně výrazné politiky, soustředil se na rutinní vyřizování běžných záležitostí, věnoval se zejména otázkám vojenství.
Roku 1533 velký sekretariát opustil. Roku 1539 byl císařem vyslán na roční inspekční cestu po severní hranici, během níž Čaj Luan pozvedl úroveň pohraniční obrany, když organizoval výstavbu opevnění, schopné důstojníky povzbuzoval a vyznamenával. Roku 1540 se vrátil do úřadu velkého sekretáře. V letech 1531, 1541 a 1542–1544 byl prvním velkým sekretářem. 
Dva ze tří synů Čaj Luana úspěšně složili pekingské provinční úřednické zkoušky a roku 1544 prošli i ve zkouškách metropolitních (společně se svým učitelem a dalším příbuzným). Některým kontrolním úředníkům to přišlo podezřelé a obvinili je z podvádění. Císař nařídil prověrku okolností zkoušek, Čaj Luan reagoval žádostí o opětovné přezkoušení obviněných, což panovníka rozhněvalo – mínil, že se Čaj Luan provinil nepatřičným zasahováním do vyšetřování. Prověrka odhalila četná narušení řádného průběhu zkoušek, včetně braní úplatků členy zkušební komise; komisaři byli proto odvoláni a potrestáni (odvoláním ze státní služby, někteří až 60 ranami holí). Žádné důkazy proti synům Čaj Luana se nenašly, přesto byli rozhodnutím císaře ze zkoušek vyloučeni a Čaj Luan odvolán z úřadu a vyloučen z úřednického stavu. Z organizace akce namířené proti Čaj Luanovi byl podezříván jeho kolega v sekretariátu Jen Sung, Čaj Luan sám a jeho rodina ho však nevinili a udržovali s ním přátelské vztahy.
Čaj Luan zemřel roku 1546. V rámci plošné rehabilitace úředníků postižených za vlády Ťia-ťinga byl roku 1567 rehabilitován, tehdy také obdržel posmrtné jméno Wen-i.